# 저지 (지형)

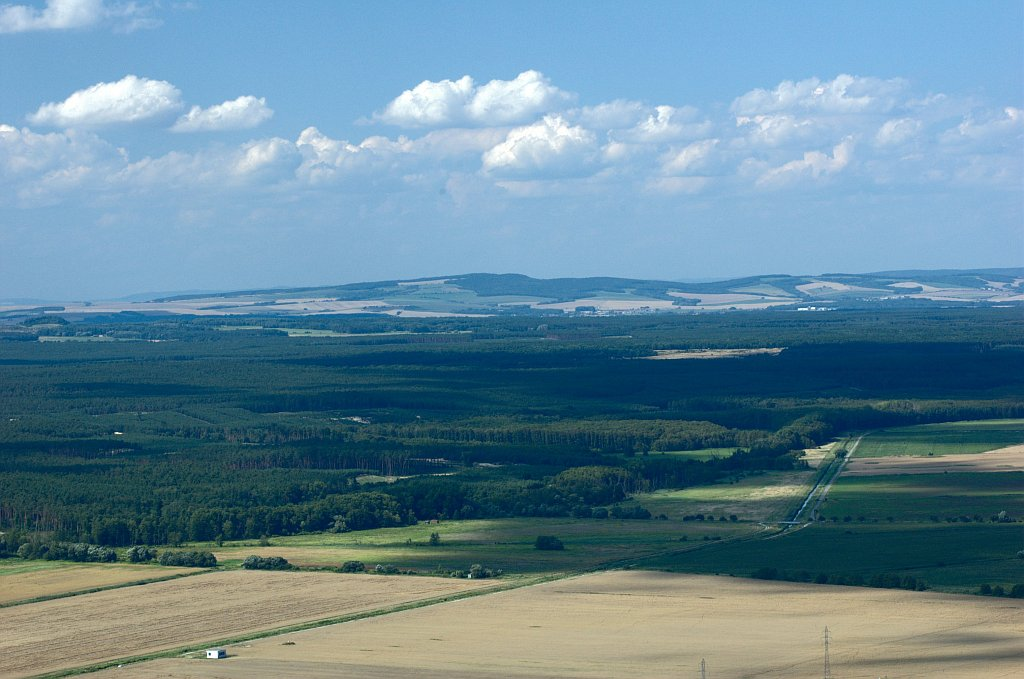

저지(低地, Lowland)는 주로 주위와 비교해서 해발이 낮은 토지를 부르는 말이다. 저지의 반대말은 고지이다.
저지는 하천 등의 침식 외에, 먼 옛날 해저였던 장소가 해안선의 후퇴로 인해 생겨날 수 있다. 단지 낮은 토지를 저지라고도 부를 수도 있지만, 하천가의 대규모 저지를 가리킬 수도 있다.